# Premios Martín Fierro Latino
Los Martín Fierro Latino son los premios organizados por la Asociación de Periodistas de la Televisión y la Radiofonía Argentinas (APTRA) a producciones radiales y televisivas latinoamericanas. La primera edición se realizó en Miami, Estados Unidos, el 27 de noviembre de 2023. En 2024 se realizó su segunda edición en la misma ciudad.